# Танто-Зинзе
Тандо-Зинзе (порт. Tando Zinze), также известная как Танто-Зинзе (Tanto-Zinze) или Зензе (Zenze), — это город и муниципалитет в Анголе, расположенный в провинции Кабинда.
Ранее являлась сельской коммуной в составе муниципалитета Кабинда, но 5 сентября 2024 года получила статус города и отдельного муниципалитета в провинции Кабинда.
Помимо административного центра (коммуны Тандо-Зинзе), в состав муниципалитета также входит коммуна Малембо.
Королевство Каконго — одно из государств-конфедератов Королевства Конго и важнейшее суверенное образование на территории Кабинды — имело свою столицу в Кайо-Калиадо (ныне город Тандо-Зинзе).
Название «Тандо-Зинзе» происходит из языка конго:
- Tando происходит от слова nthandu — «равнина»;
- Zinze происходит от nzinzi — «муха» или «чёрный муравей».

Таким образом, Тандо-Зинзе означает «равнина мух» или «болото чёрных муравьёв».